# Sonerila tuberculifera
Sonerila tuberculifera är en tvåhjärtbladig växtart som beskrevs av Célestin Alfred Cogniaux. Sonerila tuberculifera ingår i släktet Sonerila och familjen Melastomataceae. Inga underarter finns listade i Catalogue of Life.